# Aspelta europaea
Aspelta europaea is een soort in de taxonomische indeling van de raderdieren (Rotifera). 
Het dier behoort tot het geslacht Aspelta en behoort tot de familie Dicranophoridae. De wetenschappelijke naam van de soort werd voor het eerst geldig gepubliceerd in 1939 door Hauer.